# Melanodera
Genre
Melanodera est un genre de passereaux de la famille des Thraupidae.

## Liste d'espèces
D'après la classification de référence du Congrès ornithologique international (ordre phylogénique) :
- Melanodera melanodera (Quoy et Gaimard, 1824) - Mélanodère à sourcils blancs
- Melanodera xanthogramma (Gould et G. R. Gray, 1839) - Mélanodère à sourcils jaunes